# Kommersant
Cet article possède un paronyme, voir Commerçant.
Kommersant (Коммерса́нтъ en cyrillique) est un quotidien économique russe fondé en 1909.
Il a été interdit par la censure en 1919, après l'arrivée au pouvoir des bolcheviks.
À partir de 1990, et le début de la liberté de presse en Russie, un nouveau Kommersant a été fondé par l'homme d'affaires et éditeur Vladimir Yakovlev.
La maison d'édition fut rachetée, en 1997, par l'homme d'affaires Boris Berezovsky qui après avoir renvoyé le rédacteur en chef en fit un organe de presse pour la préparation des élections, selon ses choix. Il le vendit à Badri Patarkatsichvili qui le vendit en août 2006 à l'homme d'affaires d'origine Ouzbek, Alicher Ousmanov, à la tête de Gazprominvestholding, provoquant la démission du rédacteur en chef Vladislav Borodouline. 

## Rédacteurs en chef
- Vladimir Iakovlev (1989-1992)
- Ksenia Ponomareva (1992)
- Aleksandr Perov (1992-1993)
- Igor Touline (février 1993-janvier 1995)
- Aleksandr Loktev (январь 1995-janvier 1997)
- Raf Shakirov (janvier 1997-août 1999, avec interruption en mars 1999)
- Andreï Vassiliev (août 1999-mai 2004)
- Aleksandr Stoukaline (mai 2004-septembre 2005)
- Vladislav Borodouline (septembre 2005-septembre 2006)
- Andreï Vassiliev (septembre 2006-décembre 2009)
- Azər Mürsəliyev (décembre 2009-juin 2010)
- Mikaël Mikhaëline (juin 2010-novembre 2014)
- Sergueï Iakovlev (novembre 2014-juillet 2018)
- Vladimir Jelonkine (juillet 2018-)